# Stetten bei Hechingen
Stetten is een plaats in de Duitse gemeente Hechingen, deelstaat Baden-Württemberg, en telt 1843 inwoners.